# جوزف السوب
كان جوزف رايت ألسوب الخامس (بالإنجليزية: Joseph Alsop)‏ (10 أكتوبر 1910 - 28 أغسطس 1989) صحفيًا أمريكيًا وكاتبًا عاملاً في صحيفة جماعية من الثلاثينيات وحتى السبعينيات. كان صحفيًا مؤثرًا وكبير المطلعين على الأسرار الداخلية في واشنطن من عام 1945 إلى أواخر الستينيات، وغالبًا ما كان يتم ذلك بالتعاون مع شقيقه ستيوارت ألسوب.

## النشأة
ولد السوب في 10 أكتوبر 1910، في آفون، كونيتيكت، لجوزيف رايت السوب الرابع (1876-1953) وكورين دوغلاس روبنسون (1886-1971).  من خلال والدته، كان يرتبط بالرئيسين ثيودور روزفلت وجيمس مونرو. كان والدا السوب ناشطين في السياسة الجمهورية. سعى والده دون جدوى لحكم ولاية كونيتيكت عدة مرات، وأسست والدته رابطة كونيتيكت للنساء الجمهوريات في عام 1917، وكلاهما خدم في الجمعية العامة في كونيتيكت، كما فعل شقيقه الأصغر جون ديكوفن السوب. 
تخرج السوب من مدرسة جروتون، وهي مدرسة داخلية خاصة في جروتون، ماساتشوستس، في عام 1928، ومن جامعة هارفارد في عام 1932.  وكتب لجريدة هارفارد كريمسون خلال فترة وجوده في هارفارد. 

## روابط خارجية
- جوزف السوب على موقع الموسوعة البريطانية (الإنجليزية)
- جوزف السوب على موقع مونزينجر (الألمانية)
- جوزف السوب على موقع إن إن دي بي (الإنجليزية)